# جیمز تامپسون (ورزشکار)
جیمز تامپسون (انگلیسی: James Thompson؛ زادهٔ ۱۶ دسامبر ۱۹۷۸) ورزشکار هنرهای رزمی ترکیبی اهل بریتانیا است.